# Hartmut Vogtmann

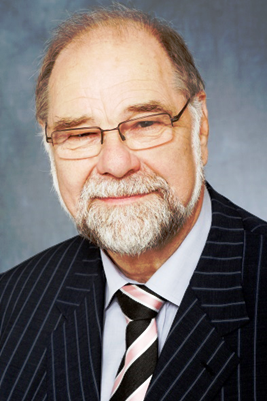
Hartmut Vogtmann (2015)

Hartmut „Hardy“ Vogtmann (* 16. Oktober 1942 in Essen) ist ein deutscher Agrarwissenschaftler, Hochschullehrer und Naturschützer.

## Leben

### Leben und Wissenschaft
Hartmut Vogtmann wurde 1942 als Sohn von Eva Vogtmann, geborene Börder, und des Architekten Karl-Heinz Vogtmann in Essen geboren. Nach einer Lehre als Maurer studierte er von 1963 bis 1967 Landwirtschaft und Lebensmittelwissenschaft an der ETH Zürich, schloss im Fach Lebensmittelwissenschaft als Dipl.-Ing. Agr. 1967 das Studium ab, wurde 1970 zum Dr. sc. techn. promoviert und war von 1967 bis 1971 an der ETH als wissenschaftlicher Mitarbeiter am Institut für Tierernährung tätig. Von 1971 nis 1974 forschte und lehrte er an der University of Alberta in Edmonton (Kanada).
Von 1974 bis 1981 leitete Vogtmann das heute so genannte Forschungsinstitut für biologischen Landbau (FiBL) in Oberwil bei Basel. Zudem war er von 1976 bis 1982 Generalsekretär der Internationalen Vereinigung der ökologischen Landbaubewegungen (IFOAM) und wurde 1982 zu deren Ehrenpräsidenten ernannt. Ab 1981 war er im Fachbereich Landwirtschaft in Witzenhausen der Universität-Gesamthochschule Kassel als Professor für Methoden des Alternativen Landbaus tätig und hatte dort den bundesweit ersten Lehrstuhl für ökologischen Landbau inne.
Vogtmann gilt als Wegbereiter für den Ökolandbau in Deutschland und darüber hinaus. Auf diesem Gebiet beriet er seit den 1980er-Jahren auch den damaligen britischen Thronfolger und derzeitigen britischen König Charles III.
Hartmut Vogtmann heiratete 1962 Marianne Wloka und hat vier Kinder (Petra, Thomas, Michael und Richard). Er hat zwei Enkelkinder (Patrick und Jessica).

### Verwaltung
1994 wurde Hartmut Vogtmann Präsident des Hessischen Landesamtes für Regionalentwicklung und Landwirtschaft. Nach der Auflösung des Amtes im Jahr 2000 war er bis 2007 Präsident des Bundesamts für Naturschutz.

### Wirtschaft
Von 2008 bis 2009 war Vogtmann Geschäftsführer beim Fachverband Kartonverpackungen für flüssige Nahrungsmittel (FKN). Der Verband vertritt die Interessen der in Deutschland tätigen Hersteller von Getränkekartons – Tetra Pak, SIG Combibloc und Elopak.

### Ehrenamt
Seit 2008 war Hartmut Vogtmann 1. Vizepräsident des Umwelt-Dachverbandes Deutscher Naturschutzring, von Dezember 2012 bis Februar 2015 war er Präsident dieses Verbandes.
Von 1. Januar 2008 bis 5. Juli 2011 war Hartmut Vogtmann Präsident der Umweltstiftung Euronatur.

## Veröffentlichungen (Auswahl)
- Umweltschutz im Garten. Praktische Anleitung. 1981.
- Kompostieren. Praktische Anleitung. 1982.
- als Hrsg. mit Angelika Ploeger: Lebensmittelqualität – ganzheitliche Methoden und Konzepte (= Alternative Konzepte. Nr. 66). 2. Auflage. Müller, Karlsruhe 1991, ISBN 3-7880-9845-7.
- Hartmut Vogtmann für die Stiftung Ökologie und Landbau (Hrsg.): Ökologische Landwirtschaft: Landbau mit Zukunft (= Alternative Konzepte. Nr. 70). 2. Auflage. Müller, Karlsruhe 1992, ISBN 3-7880-9846-5.
- als Hrsg. mit Immo Lünzer: Ökologische Landwirtschaft. Pflanzenbau, Tierhaltung, Management. Springer, Berlin / Heidelberg / New York 1994 (Loseblattsammlung, erschien bis 1999).
- Ökologischer Gartenbau. 3. Auflage. Stiftung Ökologischer Landbau, Bad Dürkheim, ISBN 3-926104-28-7.